# Мульта (село)
Мульта (рос. Мульта) — село Усть-Коксинського району, Республіка Алтай Росії. Входить до складу Верх-Уймонського сільського поселення.
Населення — 722 особи (2015 рік).